# Seigerung
Seigerungen (veraltet auch Saigerungen, zu seigern‚ reinigen, abtrennen‘, verwandt mit seihen; es seigert trennt sich vom übrigen Schmelzgut) sind Entmischungen einer Schmelze bei der Metallherstellung, die unmittelbar zu einer örtlichen Zu- oder auch Abnahme von bestimmten Elementen innerhalb des Mischkristalls führen. Sie entstehen beim Übergang der Schmelze in den festen Zustand. Dabei spielen die unterschiedliche Löslichkeit der Legierungselemente in flüssiger und fester Phase und unter anderem die unterschiedliche Dichte der Legierungselemente eine Rolle. Durch Seigerungen ergeben sich unterschiedliche Werkstoffeigenschaften innerhalb eines Gussstückes.
Man unterscheidet Mikroseigerung (auf Kristallebene) und Makroseigerung in der Größenordnung des Gussstücks.
Das Seiger- oder veraltet Saigerverfahren ist ein seit dem Mittelalter existierendes Verhüttungsverfahren mit Metallanreicherung nach dieser Methode.

## Mikroseigerungen
Durch Konzentrationsunterschiede bei der Bildung von Mischkristallen kommt es zur Entstehung von Mikro- oder Kristallseigerungen. Dieser Konzentrationsunterschied wird bei sehr langsamer Erstarrung durch Diffusionsvorgänge wieder ausgeglichen. Bei der technischen Erstarrung, d. h. bei der nicht gleichgewichtsnahen Erstarrung, ist der Konzentrationsausgleich durch Diffusion auf Grund der zu schnellen Abkühlung nicht möglich. Diese Kristallseigerungen sind die einzigen, die durch ein Homogenisierungsglühen wieder aufgelöst werden können.

## Makroseigerungen

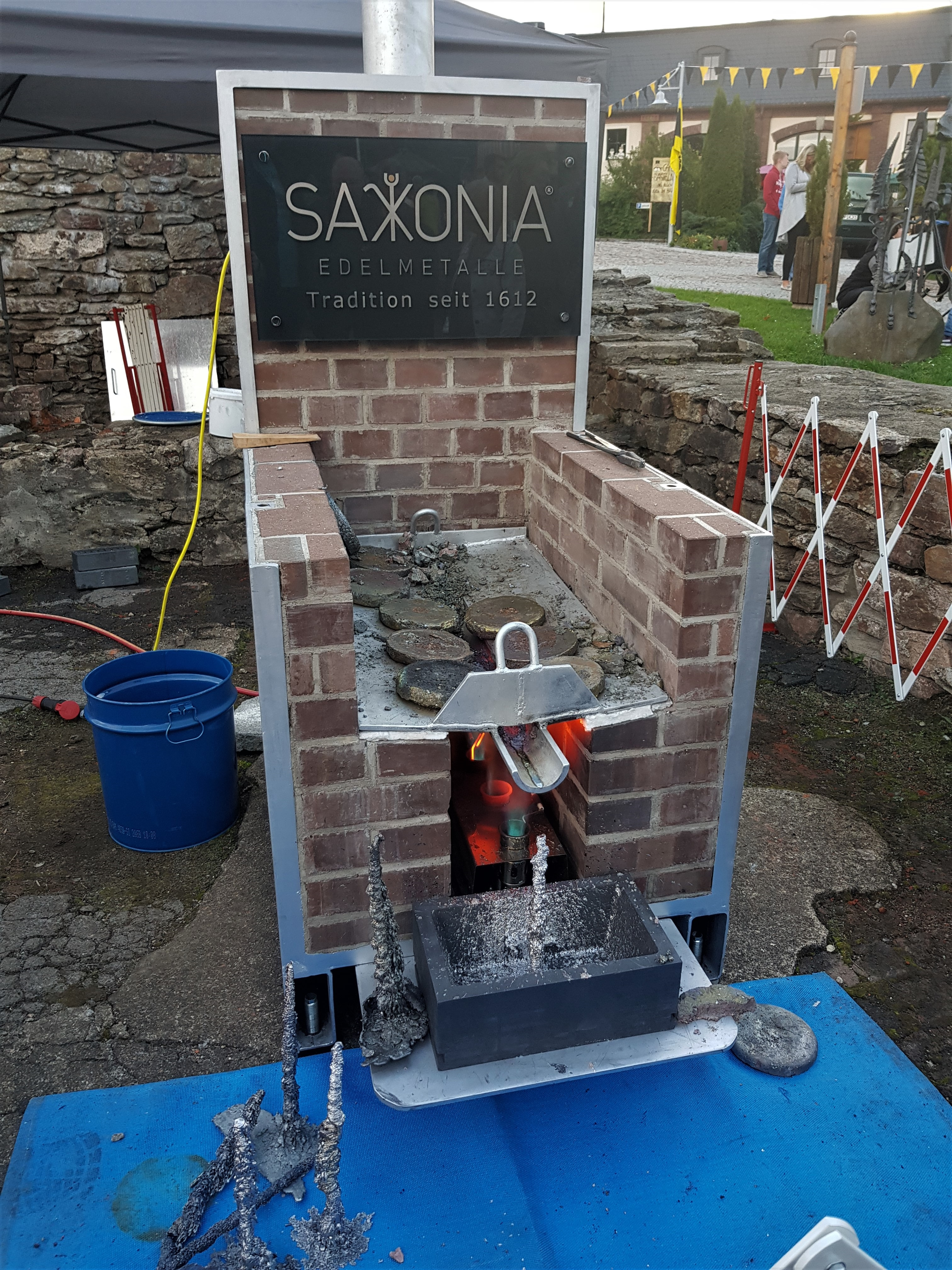
Vorführung „Saigern wie vor 400 Jahren“ in der Saigerhütte Grünthal durch die Firma Saxonia Edelmetalle (2022)

### Blockseigerung
Als Blockseigerung werden Entmischungen im gesamten Gussstück bezeichnet. Es handelt sich dabei um den gleichen Vorgang wie bei der Kristallseigerung, jedoch im größeren Maßstab bei der Erstarrung eines Gussblockes. Da die Löslichkeit von Verunreinigungen im Festkörper geringer ist als in der Schmelze, sammeln sie sich in der Restschmelze. Weil die Schmelze von außen nach innen erstarrt, ist die als letztes erstarrende Gussstückmitte somit übersättigt mit den typischen Begleitelementen Kohlenstoff, Phosphor, Schwefel.
Seigerungen treten beim Abkühlen einer Stahlschmelze auf. Bei einigen Kupferlegierungen kann es zu einer umgekehrten Blockseigerung kommen. Hier entsteht eine Anreicherung der fremden Stoffe am Rand.

### Schwerkraftseigerung
Die Schwerkraftseigerung tritt häufig bei Blei- und Wolfram-Legierungen auf. Hier erfolgt das Entmischen durch die unterschiedliche Dichte der Legierungsbestandteile. Ihr kann nur entgegengewirkt werden, indem die Gussform samt Schmelze während der Erstarrung langsam rotiert.

## Silbergewinnung

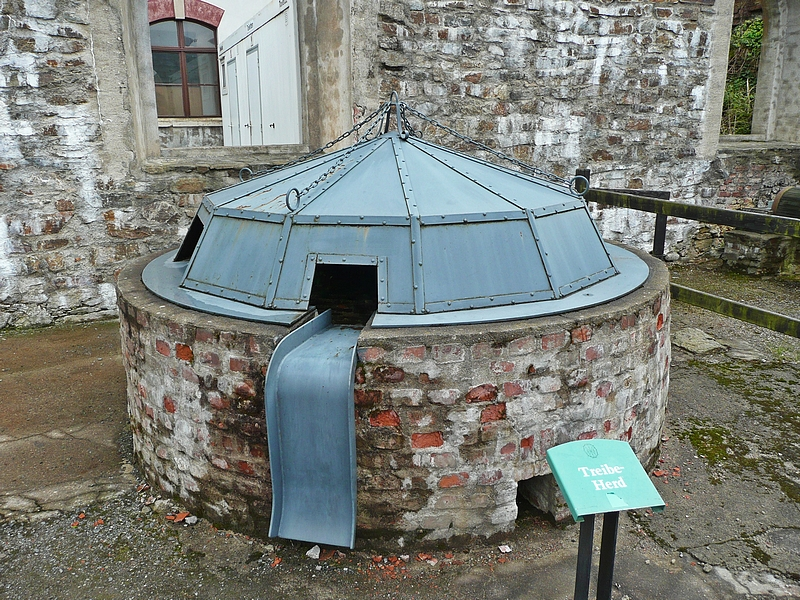
Treibherd zur Trennung von Werkblei und Silber in der Saigerhütte Grünthal

### Geschichte und Prinzip
Vor dem Nürnberger Frauentor existierte spätestens ab 1419 eine städtische Saigerhütte, in der das neue Saigerverfahren zur Anwendung kam. Dieses war ein bedeutender technologischer Fortschritt und zugleich die folgenreichste montanwirtschaftliche Neuerung im Bereich der Nichteisentechnologie. Bis dahin konnte in Kupfererz enthaltenes Silber nur wirtschaftlich gewonnen werden, wenn der Silbergehalt mehr als 0,5 Prozent betrug.
Das Prinzip basiert darauf, dass sich Silber im Schmelzprozess wesentlich besser in Blei als in Kupfer löst. Silberhaltiges Schwarzkupfer, mit einem Kupfergehalt von ca. 70 bis 96 %, wird daher mit etwa der dreifachen Menge an Blei verschmolzen und so dem Kupfer das darin enthaltene Silber entzogen. Das nunmehr silberhaltige Blei dieser Schmelze, auch Werkblei genannt, wird in einem weiteren Arbeitsschritt auf speziellen Seigeröfen weitgehend ausgeschmolzen. Im Kupfer verbleibt ein technologisch bedingter Silberanteil von 0,02 %, der bei der weiteren Verarbeitung des Kupfers damals nicht mehr störte. Das Kupfer wurde anschließend durch Darren und Garen raffiniert. Die gewonnene Blei-Silber-Legierung wird im Treibeprozess, auch Kupellation (histor. Läuterung), voneinander getrennt. Das durch Seigern gewonnene Feinsilber gewann am Silbermarkt einen erheblichen Anteil.
Damit wurde der Bleibergbau für die Silbergewinnung – so wie der Quecksilberabbau für die Goldgewinnung – zu einem bedeutenden Wirtschaftszweig.

### Entstehung erster Seigerhütten

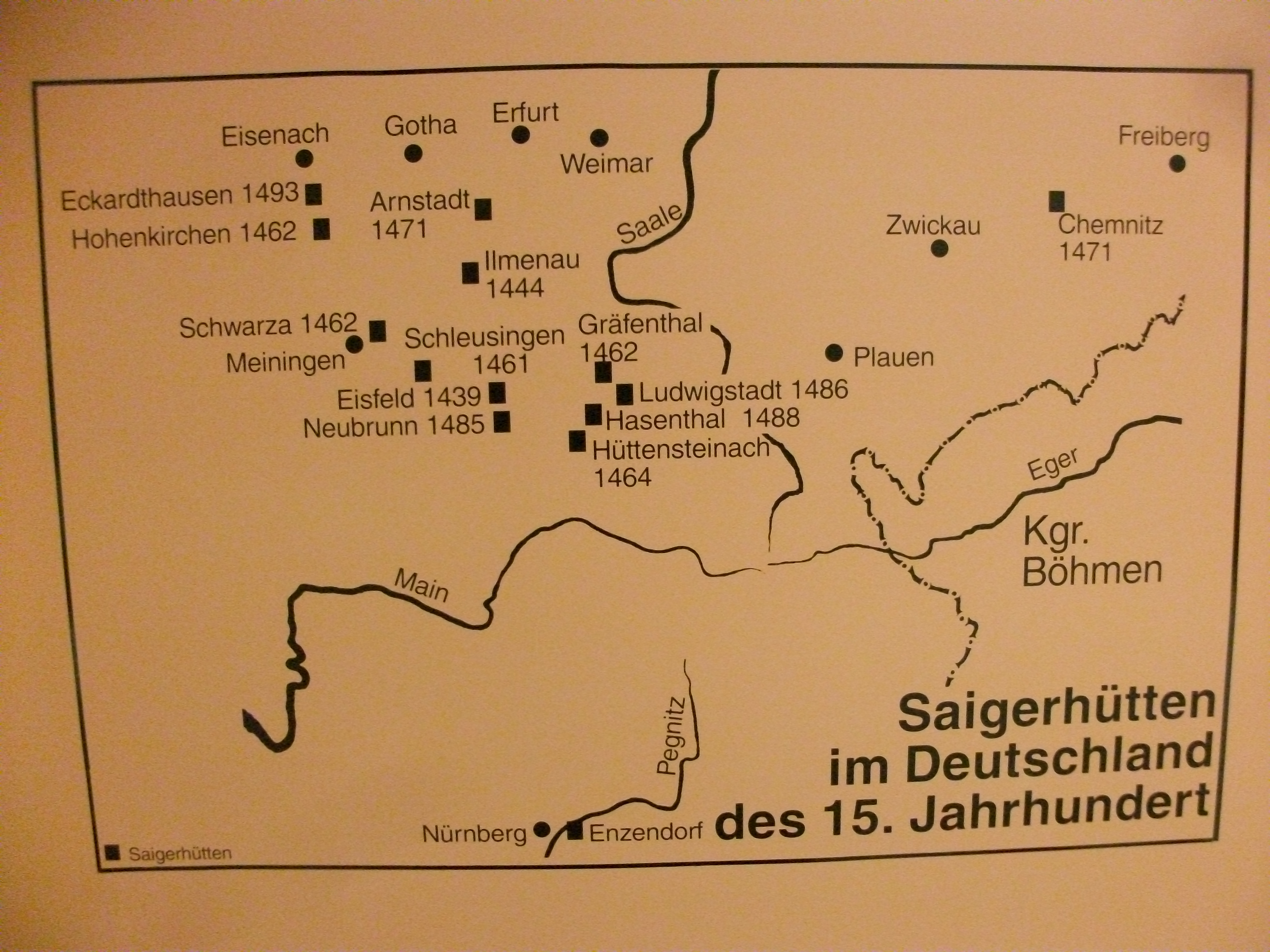
Übersicht Saigerhütten in Deutschland im 15. Jh. (Museum Saigerhütte Grünthal)

Das höhere Bergregal, das auch den Bergbau auf Silber beinhaltete, verblieb fast ausnahmslos beim Landesherren. Mit Entdeckung des Verfahrens gelang es dem Eigentümer der Schmelzhütte, selbst in den Besitz des im Kupfererz enthaltenen Silbers, das nicht ablieferungspflichtig war, zu kommen. Denn der dem Landesfürsten zustehende Anteil am Kupfererz war mit dem Zehnten bereits abgegolten, über das geschmolzene Metall durfte der Besitzer der Schmelzhütte mengenmäßig und preislich frei verfügen. Der Metallhandel erkannte recht schnell die Bedeutung des Verfahrens, was Kaufleute dieses Handelszweigs zum Bau großer Saigerhütten veranlasste.
Zunächst traten vor allem Nürnberger Patrizier mit der Gründung von Saigerhütten bzw. Saigerhandelsgesellschaften in Erscheinung. Nürnberg war in dieser Zeit eines der bedeutendsten Zentren der Metallverarbeitung Europas. Der Metallhandel als Eigentümer der Hütten sicherte die Rohstoffversorgung. Wegen des hohen Bedarfs an Wasserkraft (Wasserräder) und Holz (zur Herstellung von Holzkohle) entstanden die ersten Seigerhütten überwiegend in wasser- und waldreichen Gebieten des Thüringer Waldes. Entlang der das Gebirge querenden Handelsstraßen boten sich günstige Möglichkeiten für deren Gründung. Zwischen 1461 und 1565 entstanden zwölf Hütten, von denen die Saigerhütte Schleusingen am 20. November 1461 von Graf Wilhelm von Henneberg-Schleusingen konzessioniert wurde – Konzessionsinhaber war der Nürnberger Bürger Martin Semler. Zu Beginn wurde vor allem Kupfer aus der Gegend um Mansfeld versaigert, da der Silbergehalt im Vergleich zu anderen Bergbauregionen größer war. Der Betrieb der vorgenannten Saigerhütten führte dazu, dass Thüringen etwa ein Jahrhundert lang führend in der Kupfer- und Silbermetallurgie war. Als Sachsen-Zeitz 1718 an Kursachsen zurückfiel, endete die Geschichte der Thüringen Saigerhütten.
In Sachsen erteilten 1471 Ernst und Albrecht von Sachsen dem Handelsherren Nickel Tyle und einer Saigerhandelsgesellschaft das Privileg für eine Saigerhütte in Chemnitz. In den 1490ern etablierte Jakob Fugger die Saigerung in Schwaz in Tirol (von wo bald knapp die Hälfte alles europäischen Silbers kam, das Blei kam von Tarrenz-Gurgltal) und in der Fuggerau in Kärnten (Blei vom Bleiberg), kurz darauf auch gemeinsam mit den Thurzo in Neusohl in Niederungarn (heute slowakisches Banská Bystrica). Die so entstandene Fugger-Thurzo-Gesellschaft (offizieller Name: „[Gemeiner] Ungarischer [Kupfer–] Handel“) gründete noch zwei weitere Saigerhütten in Mogiła und Moštenica und monopolisierte damit die Saigerproduktion und den Saigerhandel Ostmitteleuropas von Böhmen über Schlesien, Mähren, Kleinpolen, Nieder- und Oberungarn bis nach Siebenbürgen.
Ab 1538 arbeitete die vom Annaberger Bergmeister Hans Leonhardt gegründete Saigerhütte Grünthal, die sich in der Folgezeit zu einem bedeutenden Industriekomplex und zum Zentrum der Kupferverarbeitung in Sachsen entwickelte.